# Dąb wierzbolistny
Dąb wierzbolistny (Quercus phellos L.) – gatunek rośliny z rodziny bukowatych (Fagaceae Dumort.). Występuje naturalnie w południowych i wschodnich Stanach Zjednoczonych – w Alabamie, Arkansas, Connecticut, Dystrykcie Kolumbii, Delaware, na Florydzie, w Georgii, Illinois, Kentucky, Luizjanie, Marylandzie, Missouri, Missisipi, Karolinie Północnej, New Jersey, stanie Nowy Jork, Oklahomie, Pensylwanii, Karolinie Południowej, Tennessee, Teksasie i Wirginii. 

## Morfologia

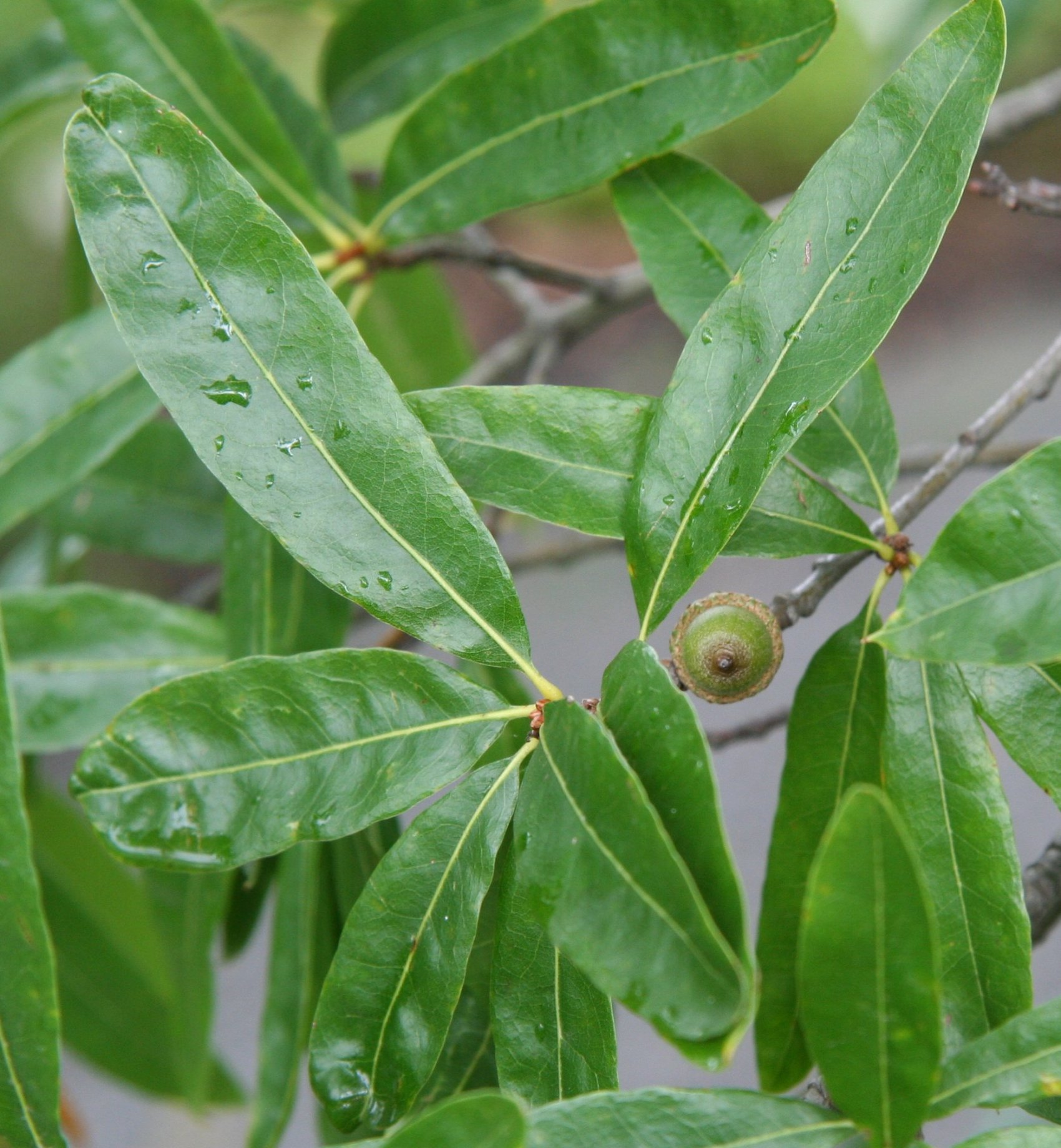
Liście (widoczny także żołądź)

PokrójZrzucające liście drzewo dorastające do 30 m wysokości. Kora ma ciemnoszarą barwę, początkowo jest gładka, lecz z czasem staje się spękana.
LiścieBlaszka liściowa ma kształt od równowąskiego do eliptycznego. Mierzy 5–12 cm długości oraz 1–2,5 cm szerokości, jest całobrzega, ma ostrokątną nasadę i ostry wierzchołek. Ogonek liściowy jest nagi i ma 2–4 mm długości.
OwoceOrzechy zwane żołędziami o kształcie od jajowatego do półkulistego, dorastają do 8–12 mm długości i 7–10 mm średnicy. Osadzone są pojedynczo w miseczkach w kształcie kubka, które mierzą 3–7 mm długości i 8–11 mm średnicy. Orzechy otulone są w miseczkach do 25–35% ich długości.

## Biologia i ekologia
Rośnie na wydmach oraz brzegach rzek, na terenach nizinnych.